# Viktor Poltaïev
Viktor Poltaïev (en russe : Виктор Полетаев) est un joueur russe de volley-ball né le 27 juillet 1995 à Tcheliabinsk (oblast de Tcheliabinsk). Il mesure 1,97 m et joue attaquant.

## Clubs
| Club                  | De        | À         |
| --------------------- | --------- | --------- |
| Zenit Kazan (U21)     | 2012-2013 | 2012-2013 |
| Zenit Kazan           | 2013-2014 | 2015-2016 |
| VK Kouzbass Kemerovo  | 2016-2017 | 2019-2020 |
| Zénith St-Pétersbourg | 2020-2021 | en cours  |

## Palmarès
- Compétitions internationales
  - Ligue des nations
    - Vainqueur : 2018, 2019.

  - Jeux européens
    - Troisième : 2015

  - Championnat du monde U21
    - Vainqueur : 2013, 2014.

  - Championnat du monde U19
    - Vainqueur : 2013.

  - Championnat d'Europe U19
    - Vainqueur : 2013.

- Compétitions continentales
  - Championnat du monde des clubs
    - Finaliste : 2015 (Kazan).

  - Ligue des champions
    - Vainqueur : 2015 (Kazan), 2016 (Kazan).
- Compétitions nationales
  - Championnat de Russie
    - Vainqueur : 2014 (Kazan), 2015 (Kazan), 2016 (Kazan), 2019 (Kouzbass).

  - Coupe de Russie
    - Vainqueur : 2014 (Kazan), 2015 (Kazan).
    - Finaliste : 2017 (Kouzbass).

  - Supercoupe de Russie
    - Vainqueur : 2015 (Kazan).

Les mentions en italique indiquent le club avec lequel il a joué.

### Distinctions individuelles
- Meilleur attaquant du Championnat du monde des moins de 19 ans 2013
- MVP du Championnat du monde des moins de 21 ans 2013
- MVP du Championnat d'Europe des moins de 19 ans 2013